# Уилсон, Том (футболист, 1896)
То́мас Уи́лсон (16 апреля 1896 — 2 февраля 1948) — английский футболист, играл на позиции защитника.

## Карьера

### Клубная
Начал профессиональную карьеру в 1914 году в английском клубе «Сандерленд» и играл в нём до начала Первой мировой войны.
В 1919 году, после окончания войны, вернулся в футбол и начал играть в клубе «Хаддерсфилд Таун». За двенадцать проведённых в составе команды сезонов трижды становился чемпионом Первого дивизиона Футбольной лиги (1923/24, 1924/25, 1925/26) и обладателем Суперкубка Англии (1922).

### В сборной
За сборную Англии провёл один матч, который состоялся 31 марта 1928 года, против сборной Шотландии. В том матче команда Уилсона победила со счётом 5:1.

## Достижения

### «Хаддерсфилд Таун»
- Победитель Первого дивизиона Футбольной лиги: 1923/24, 1924/25, 1925/26
- 2-е место в Первом дивизионе Футбольной лиги: 1926/27, 1927/28
- 2-е место во Втором дивизионе Футбольной лиги: 1919/20
- Обладатель Суперкубка Англии: 1922
- Финалист Кубка Англии: 1919/20, 1927/28, 1929/30